# Кандили
Кандили, или мирипристы (лат. Myripristis) — род лучепёрых рыб из семейства голоцентровых отряда Holocentriformes. Распространены в тропических и субтропических водах Индийского и Тихого океанов.

## Характерные признаки
Чешуя умеренно ктеноидная. В спинном плавнике 11 жёстких лучей. На нижней части жаберной дуги 19—33 жаберных тычинок.
Способны издавать звуки с помощью плавательного пузыря для коммуникации между особями и защиты от хищников. Издаваемые рыбами звуки представляют из себя гармонический сигнал с частотой 80—130 Гц. Сигнал состоит из 4—11 последовательных импульсов с постепенным увеличением промежутков между сигналами. Звук издаётся с помощью гомологичных быстросокращающихся мышц, которые прикреплены к рёбрам, проксимальная верхушка которых совмещена с плавательным пузырём. Каждый импульс является результатом движения рёбер вперёд-назад. При беспокойстве, возникающем в присутствии хищников или дайверов, издаваемые звуки похожи на рычание, стук и стаккато. При взаимодействии особей во время поиска пищи издаются звуки типа рычания, хрюканья и барабанного боя.

## Классификация
В составе рода выделяют 28 видов:
- Myripristis adusta Bleeker, 1853 — тёмный мириприст
- Myripristis amaena (Castelnau, 1873) — амаенский мириприст
- Myripristis aulacodes J. E. Randall & D. W. Greenfield, 1996
- Myripristis berndti  Jordan & Evermann, 1903 — мириприст Берндта
- Myripristis botche Cuvier, 1829
- Myripristis chryseres Jordanaut & Evermann, 1903 — серый мириприст
- Myripristis clarionensis Gilbert, 1897 — светлый мириприст
- Myripristis earlei Randall, G. R. Allen & D. R. Robertson, 2003
- Myripristis formosa Randall & Greenfield, 1996
- Myripristis gildi Greenfield, 1965 — мириприст Гилда
- Myripristis greenfield Randall & Yamakawa, 1996
- Myripristis hexagona (Lacépède, 1802) — шестиполосый кандиль
- Myripristis jacobus Cuvier, 1829 — жак-кандиль
- Myripristis kochiensis Randall & Yamakawa, 1996
- Myripristis kuntee Valenciennes, 1831 — черноплечий кандиль
- Myripristis leiognathus Valenciennes, 1846 — гладкочелюстной мириприст
- Myripristis murdjan (Forsskål, 1775) — мурджан
- Myripristis pralinia Cuvier, 1829 — гладкощёкий мириприст
- Myripristis randalli D. W. Greenfield, 1974 — мириприст Рэндалла
- Myripristis robusta Randall & Greenfield, 1996
- Myripristis seychellensis Cuvier, 1829 — сейшельский мириприст
- Myripristis tiki Greenfield, 1974 — рапануйский мириприст
- Myripristis trachyacron Bleeker, 1863 — широколобый мириприст
- Myripristis violacea Bleeker, 1851 — фиолетовый мириприст
- Myripristis vittata Valenciennes, 1831 — ленточный мириприст
- Myripristis woodsi Greenfield, 1974 — мириприст Вудса
- Myripristis xanthacra Randall & Guézé, 1981 — аденский кандиль